# Kelawi
Kelawi is een bestuurslaag in het regentschap Lampung Selatan van de provincie Lampung, Indonesië. Kelawi telt 3241 inwoners (volkstelling 2010).